# 노르웨이의 해외 영토

노르웨이에는 세 개의 속령(biland)이 존재한다. 모두 사람이 거주하지 않으며 남반구에 위치한다. 이중 부베 섬(Bouvetøya)를 제외한 나머지 2개인 페테르 1세 섬(Peter I Øy)과 퀸모드랜드(Dronning Maud Land)은 남극조약에 의해 영유권이 인정되지 않는다.
| 이름                          | 면적 (km2) |
| ----------------------------- | ---------- |
| 부베 섬 Bouvetøya             | 49         |
| 페테르 1세 섬 Peter I Øy      | 154        |
| 퀸모드랜드 Dronning Maud Land | 2,700,000  |